# Сарториус, Георг Фридрих
Георг Фридрих Сарториус (нем. Georg Friedrich Sartorius, 25 августа 1765 — 24 августа 1828, барон фон Вальтерсгаузен с 1827) — известный немецкий историк; был профессором в Геттингене. Отец геолога Вольфганга Сарториуса.

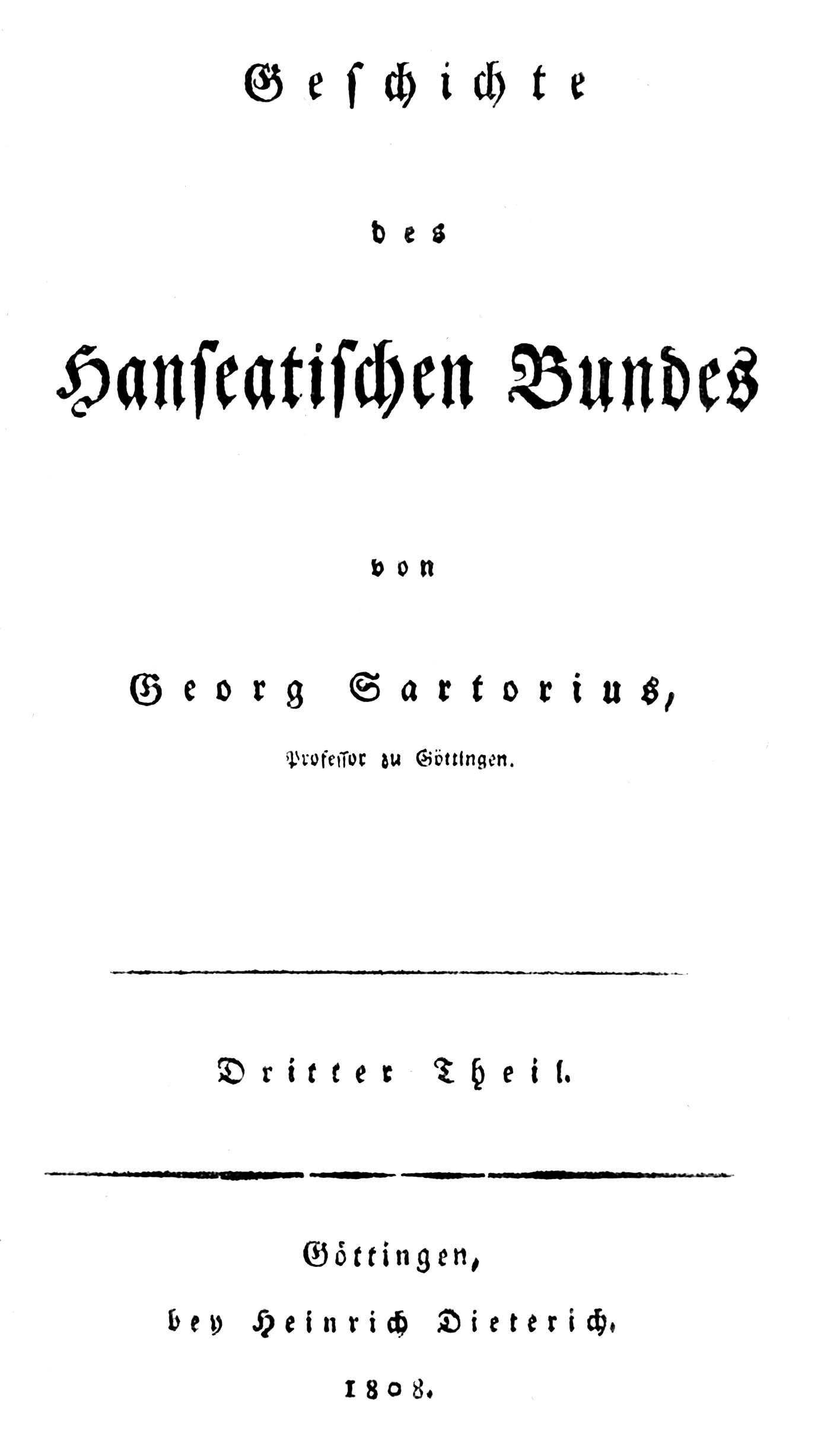
Титульный лист третьего тома «Geschichte des Hanseatischen Bundes», 1808

Большой поклонник Гёте, в политических убеждениях своих близко стоявший к Бенжамену Констану.
В эпоху Венского конгресса выступил в качестве публициста с книгой «Ueber die gleiche Besteue rung der verschiedenen Landestheile des Königreichs Hannover».
В 1811 году вышла его книга «Опыт о формах правления остготов во времена их владычества в Италии», также богатая политическими аллюзиями.
В 1820 г. издал: «Ueber die Gefahren welche Deutschland bedrohen und die Mittel ihnen mit Glück zu begegnen».
Главный его труд — классическое сочинение о Ганзейском союзе: «Geschichte des Hanseatischen Bundes» (1802—1808).
Лаппенберг занялся переработкой и дополнением его истории Ганзейского союза, и в окончательном виде она вышла уже после смерти Сарториуса, в 1830 году.

## Некоторые упоминания
- Генрих Гейне в «Путевых картинах»[1]:

…когда бы читатель узнал, что та неприязнь, которую я вообще питаю к Геттингену, — хотя она на самом деле даже глубже, чем я изобразил её, — все же далеко не так глубока, как то уважение, с каким я отношусь к некоторым из живущих там лиц. Да и зачем мне об этом умалчивать? Я прежде всего имею в виду особенно дорогого мне человека, который еще в былые времена принял во мне столь дружеское участие, привил мне подлинную любовь к изучению истории, впоследствии укрепил меня в этой склонности, успокоил мой дух, направил по верному пути мое мужество и научил меня находить в моих исканиях то утешение, без которого я бы никогда не мог свыкнуться с нашей действительностью. Я говорю о Георге Сарториусе, великом историке и человеке, чей взор — светлая звезда в наше темное время и чье радушное сердце всегда открыто для всех страданий и радостей других людей, для забот короля и нищего и для последних вздохов гибнущих народов и их богов.